# فيرنون هاو بيلي
فيرنون هاو بيلي (بالإنجليزية: Vernon Howe Bailey)‏ هو رسام أمريكي، ولد في 1 أبريل 1874 في كامدن في الولايات المتحدة، وتوفي في 27 أكتوبر 1953 في نيويورك في الولايات المتحدة.

## وصلات خارجية
- فيرنون هاو بيلي على موقع IMDb (الإنجليزية)